# Albert Wolff (szermierz)
Albert Wolff (ur. 13 lipca 1906 w Barr, zm. 14 czerwca 1989 w Scottsdale) – francuski szermierz reprezentujący także USA, dwukrotny medalista mistrzostw świata.
Podczas mistrzostw świata w Paryżu w 1937 roku Francuzi w składzie: Édouard Artigas, Jacques Coutrot, Henri Dulieux, Michel Pécheux, Bernard Schmetz i Albert Wolff zdobyli srebrny medal w szpadzie drużynowej. W tej samej konkurencji Pierre Bitchine, Henry Brethous, Henry Dulieux, Michel Pécheux, Bernard Schmetz i Albert Wolff zwyciężyli na mistrzostwach świata w Pieszczanach. 
Jako reprezentant USA na igrzyskach olimpijskich w Londynie w 1948 roku w szpadzie drużynowej dotarł do ćwierćfinałów, a indywidualnie odpadł w pierwszej rundzie. Brał też udział w igrzyskach olimpijskich w Helsinkach w 1952 roku, gdzie w zawodach drużynowych reprezentacja USA odpadła w ćwierćfinałach.
W szeregach armii francuskiej walczył podczas II wojny światowej. Dostał się do niemieckiej niewoli, z której uciekł. Przez Portugalię dotarł do USA. Tam wstąpił do US Army i powrócił na front europejski.
Na igrzyskach panamerykańskich w Buenos Aires w 1951 roku zdobył złoty medal we florecie drużynowym oraz srebrny w szpadzie drużynowej.